# Proctoporus guentheri
Proctoporus guentheri är en ödleart som beskrevs av  Oskar Boettger 1891. Proctoporus guentheri ingår i släktet Proctoporus och familjen Gymnophthalmidae. Inga underarter finns listade i Catalogue of Life.
Arten förekommer i Anderna i Bolivia och Peru. Den vistas i regioner som ligger 1000 till 3200 meter över havet. Honor lägger ägg.